# Viby församling, Strängnäs stift
Viby församling är en församling i Södra Närkes kontrakt, Strängnäs stift. Församlingen ligger i Hallsbergs kommun och utgör ett eget pastorat. 

## Administrativ historik
Församlingen har medeltida ursprung. Ur församlingen utbröts 20 augusti 1587 Tivedsbodarne församling (Ramundeboda).
Församlingen var till 10 april 1647 moderförsamling i pastoratet Viby, Tångeråsa och Skagershult för att därefter till 1986 vara moderförsamling i pastoratet Viby och Tångeråsa. Från 1986 utgör församlingen ett eget pastorat.

## Kyrkor
- Viby kyrka